# Salchichón

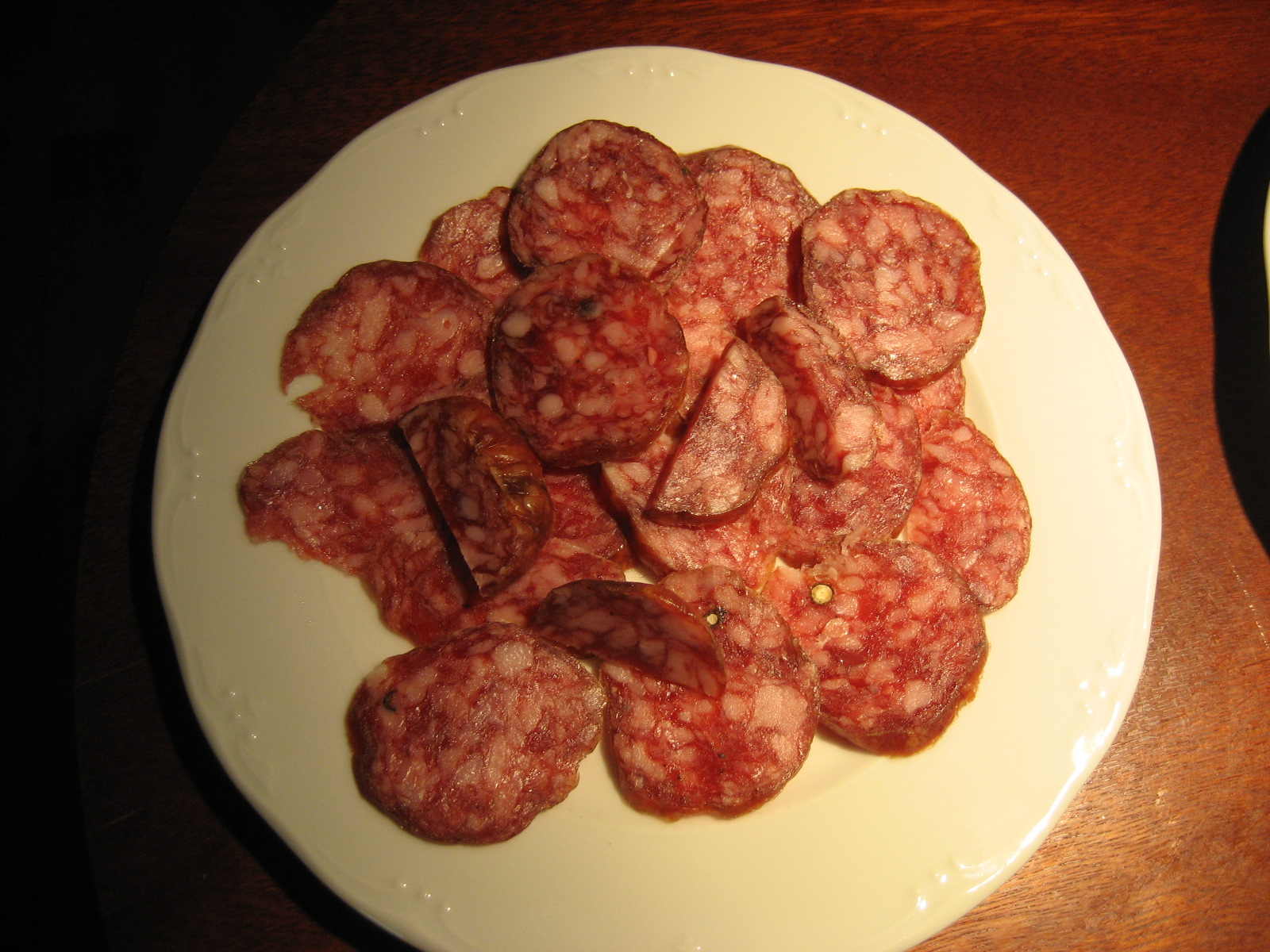
Plato de salchichón.

El salchichón es un tipo de embutido curado de origen griego y romano, típico de la gastronomía española y apreciado por sus características organolépticas. Se elabora con carne magra de cerdo y algún contenido de tocino. Se condimenta con sal y algunas especias tales como pimienta, nuez moscada, clavo o cilantro. Toda esta masa picada se deja macerar durante unas veinticuatro horas y después se embute en intestino de vaca o cerdo, colgándolo para su curado, que puede ser «al humo» (ahumado) o simplemente secado al aire durante algunos días. Existen variedades de salchichón que contienen mezcla de carnes, como cerdo-vacuno, o cerdo-jabalí, venado, etc. En algunos lugares es un producto de la matanza. 
El más conocido es el que se produce en España, aunque también se produce en otros países europeos como Francia, Italia o Grecia y en Latinoamérica.

## Usos y costumbres
La utilización de la fermentación junto con el secado puede haber sido desarrollada accidentalmente hace 5000 años. [cita requerida] La fermentación espontánea de bacterias contaminantes de la carne cruda hizo que esta carne fuera estable a temperatura ambiente. Originalmente, la sal se añadía a la carne para promover el crecimiento de bacterias fermentadoras. [cita requerida] Este proceso de maduración de la carne probablemente ocurrió por casualidad debido a la presencia de impurezas en la sal. 
En la gastronomía española es muy empleado en la composición de bocadillos. También puede servirse como tapa.
Puede ser un ingrediente en las pizzas.

## Variedades españolas

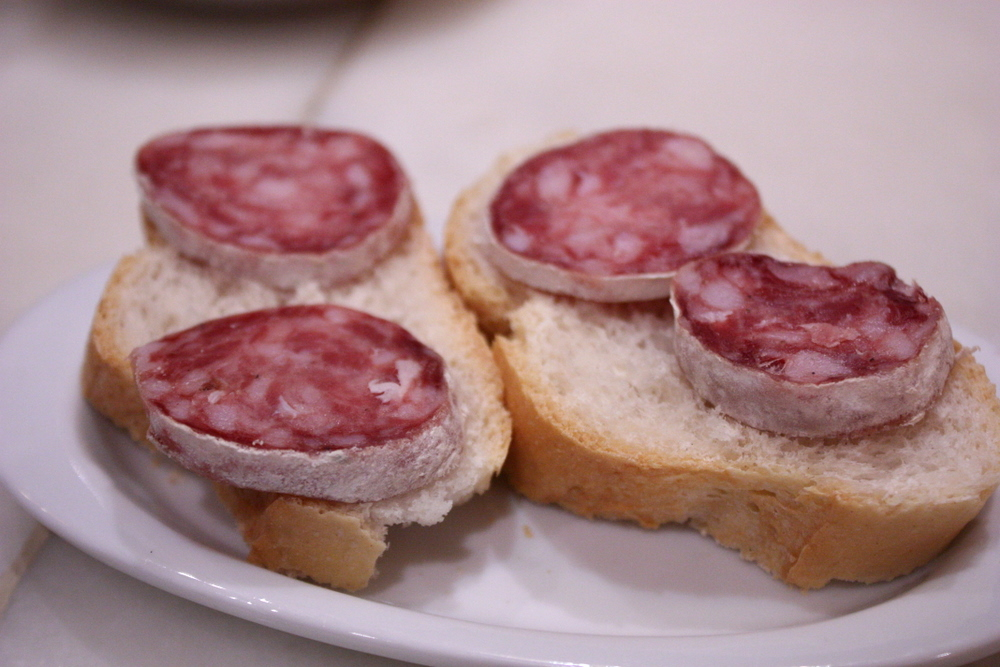
Tapas de salchichón

En la gastronomía española, el salchichón es embutido, que puede elaborarse con diferentes carnes, tales como la de ciervo y jabalí, y que lleva pimienta negra. En algunos pueblos de Zamora se elaboran variedades de salchichón que mezclan jabalí con carne de cerdo. En algunos pueblos del norte de España suele ser un producto de la matanza del cerdo. En algunos países latinoamericanos se elaboran algunas variedades más o menos tradicionales; por ejemplo, en Venezuela es conocido el salchichón con pistacho.

### Salchichón de Vich

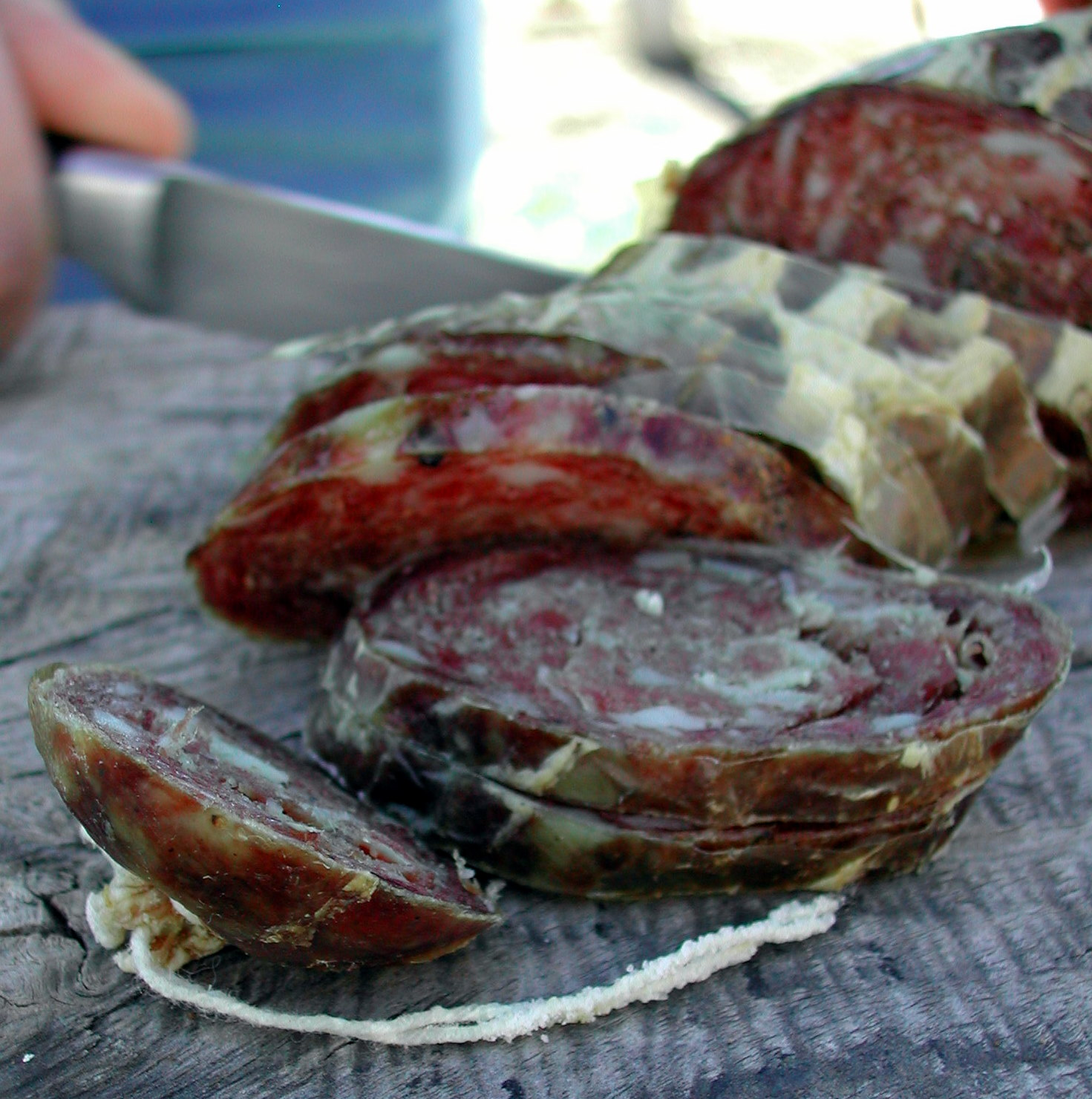
Salchichón de jabalí

Se elabora este embutido en la comarca de la Plana de Vich en el que existen 28 poblaciones con denominación de Origen sobre este embutido. La comarca se ubica en un paso entre los Pirineos y la depresión litoral, a una altitud que varía entre los 400 y los 600 metros. Se elabora con carne procedente de cerdos, en concreto de la parte más magra: los jamones de dichos animales, se pica la carne se mezcla con dados de tocino, con el objeto de proporcionar a la mezcla una textura y sabor peculiarmente delicados. La carne mezclada se embute en tripa natural y se pone a secar durante 45 días con las brisas continuas procedentes del macizo del Montseny. Se suele presentar en forma de "velas" con 7–8 cm de diámetro y longitudes que oscilan entre los 50 y 60 cm. El consumo de este salchichón fija que tenga las etiquetas originales suministradas por el Consejo Regulador de la Denominación I.G.P. “Salchichón de Vich o Llonganissa de Vic”.

### Salchichón de Aragón
Este salchichón elaborado en Aragón es llamado también hígado de Calamocha, que se denomina así por contener entre la carne magra el hígado de cerdo, la mejorana, la flor de macis (la cáscara de la nuez moscada, cuyo perfume recuerda a una mezcla entre la canela y a la pimienta), la pimienta negra y la pimienta blanca.
En Aragón se trata de un embutido tradicional, pero su elaboración empieza a perderse en favor de otros salchichones industriales, quizás más comunes.

### Salchichón cular
En euskera saltxitxoi lodia, se trata de una variedad de salchichón que contiene carne de cerdo con especias y que se elabora en el norte de España (País Vasco). Su nombre deriva de que se embute en tripa de vacuno o tripa cular de cerdo en piezas de unos 40 cm.

## Otras variantes
Es muy común ver cada vez más salchichones que tienen carne de pollo y de pavo en vez de carne de cerdo, existen elaboraciones experimentales de salchichón casero elaborado con carnes de avestruz y aderezado con pimienta. 
Algunas de las variantes incluyen un cambio en la composición de los acompañantes tales como en Venezuela que es conocido el "Salchichón con pistacho". En Chile es conocido como "salchichón cervecero".
En Rusia es común el salchichón ahumado.
También existe un salchichón cocido tipo danés, el cual a juzgar por su aspecto se aproxima a la mortadela aun cuando su sabor es diferente.